# 小さな国の救世主
『小さな国の救世主』（ちいさなくにのきゅうせいしゅ）は、鷹見一幸による日本のライトノベル。イラストはHimeaki。電撃文庫（メディアワークス）より2006年1月から2007年8月まで全5巻が刊行された。。

## 概要
旅行中に突然外国の内戦に巻き込まれ国外脱出が不可能になってしまい、おまけに政府に狙われるお姫様と一緒に行動することになってしまった日本の普通の高校生が、帰国するために成り行きで軍師として知恵を絞って事態を改善していこうとする。やがてその国の内乱を終結させ、英雄と呼ばれるようになっていくサクセスアドベンチャー。
作者いわく、本作は異世界召喚ものと変わらないが、違いがあるとすれば「異世界」を「現実の外国」にして、主人公を普通の人間にした話であると語っている。
舞台となっている場所は中央アジアの『セリカスタン』とよばれる架空の国で、南に天山山脈北にアルタイ山脈があり、中国、ロシア、モンゴル、カザフスタンに囲まれた小国となっている。
本作は全3部構成になっているが、当初第1部となる3巻までの話で完結の予定であったため、第1部は1巻から3巻までとなっているのに対して、第2部と第3部はそれぞれ1冊ずつになっている。

## あらすじ
自分の苗字と同じ名前の山があることを知った引きこもり気味の高校生 天山龍也は、その山脈を見てみたい一心で親に無理を行って旅費を工面してもらいアドベンチャーツアーに参加する。しかし勝手に一人で行動していた時に一服盛られて所持品を盗まれた上、草原に放置されてしまい途方にくれる。その時、車とヘリコプターの音に気づき助けてもらおうとするが、現れたヘリは車を攻撃し、車に乗っていた女性は対抗してヘリをロケットランチャーで撃墜する。呆然とする龍也にその女性は古風な広島弁で話しかけきて、「助けてやるから一緒に来い」と言い龍也を車に乗せる。その車の中には一人の少女が乗っていた。二人はテロリストの濡れ衣をきせられ政府から追われていると言う。里まで逃げる途中だからお前も協力しろと言われた龍也はしぶしぶそれを承諾するが、それがこの国の内乱の行く末を変える出会いとなる。

## 登場人物

### メインキャラクター
天山 龍也（あまやま たつや）
日本人 17歳→18歳
東京に住んでいた眼鏡をかけたさえない風貌の高校生。旅行中に荷物を盗られて困り果てていた所に現れたサラサとリューカ姫に助けられ行動を共にし、キンリの里で客人として扱われるが、里が政府軍に攻撃される事を知り、事態を打開するべく、旅行に持ってきていたノートパソコンを使い、ネットで集めた情報で戦車隊を撃退する。その功績から、以後軍師シマオオカミと呼ばれる。
リューカ姫
キンリ族 姫巫女 15歳→17歳
キンリ族の族長の孫娘で巫女でもある。人の心を読み取ったりする感応能力を持つ。族長の代理も務める立場で族長会議に出席するため首都に訪れるが、そこで政府がテロを自作自演しようとしている事に気付き、いち早く脱出する。しかしその事でテロの犯人に仕立てられ追われている途中に龍也と出会う。周囲の被害を気にせず攻撃してくる政府に対し、これ以上被害を増やさないため、死を覚悟するが、龍也とサラサが立てた防衛作戦で戦車隊を撃退し村が救われた事で龍也に特別な思いをよせるようになる。
サラサ・クルティム
キンリ族 戦士長
里とキンリ族を守る責任者で姫巫女の護衛もしている。元ソビエトのスペツナズに所属していた姉御肌の美女。ソビエト崩壊後は故郷のあるセリカスタンの軍に入っていたが、性に合わないからとキンリの村に戻っていた。日本人の血を引くクォーターで日本人祖父から日本語を習っていて、かなり古風な広島弁を話せる。当初は言葉が話せない龍也のために通訳などもして面倒を見てやっていた。政府軍のシャリフが気になっているが素直になれないでいる。そのため龍也からツンデレと言われた。

### キンリ族
ネマコル
リネト衆の長。
フタルニ
キンリ族の族長。リューカの祖父。

### セルム族
センドルク大統領
セリカスタンの完全支配をもくろむ独裁者。
リューコフ
陸軍総司令官(大将)
セリカスタン陸軍総司令官。本名は「アラク」だがロシア贔屓でロシアの戦車学校に入学したのを機に名前を改名した。戦車オタクでとにかく戦車に乗って前線に出たがる性格。
ソナムル
空軍総司令官
空爆こそ絶対と考えており姑息な手も好む男。大統領の座を密かに狙っている。
キシトン・セルム・ザクス
海軍提督→大統領
セルム族の族長の血筋に当たる人物で本来は血筋上彼の方が大統領の立場にふさわしい人物。しかしお人よしで他人を疑うことがなく、裏表のない性格のため重要なポストに就かせる訳には行かず、ぞんざいな扱いもできないため、わざわざ海のないセリカスタンに海軍を作り名目上の提督としていた。だがセンドルク失脚後にリネム大臣に推薦され大統領に就任しセリカスタンの発展に尽力する。
リネム
内務大臣
センドルクの実姉にして有能な政治家。国の発展と平和のために常に努力している。
バンユー
陸軍少将→中将
センドルクの親族以外は出世出来ないと言われている軍で実力だけで少将にまで出世した有能な人物。重要拠点を守るために前線指揮を執り反政府連合軍と戦うが、センドルク失脚後は軍の最高責任者として龍也たちと共に戦う。
メルト
陸軍大佐
バンユーの部下。戦車隊を率いてキンリの里を攻撃する。聖地である里の攻撃には余り乗り気ではないよう。
クラーゲン
空軍少佐
爬虫類のような顔つきの下卑た笑いを浮かべる拷問の趣味がある男。ソナムル失脚時に巻き添えで投獄される。

#### 大統領警護隊
シャリフ
大尉
特殊部隊の隊長。サラサの元上官。内戦の早期終結のためにキンリの姫巫女を(名目上)保護のために活動するが、味方であるはずの空軍の空爆に巻き込まれて重傷を負う。その出来事で軍のやり方に疑問を持ちサラサ達を一度は見逃す。傷が治った後は再びキンリ族と戦う事を覚悟していたが、意外な理由でキンリ族と共闘する事になる。
ポンズ
曹長
シャリフの片腕。飄々とした人物。

### オードン族
サゴン
オードン族の族長。体育会系で物事を深く考えないところがあり、こと戦いでは突撃あるのみの主張ばかりする。
シーデ
サゴンの腹違いの妹。妾腹であったため貧しい暮らしをしていて病気の母の医療費を確保するため闇師の訓練を受けていた。キンリの里に現れた正体不明の軍師に危機感を覚えたサゴンの命令でシマオオカミ暗殺のために里に潜入するが逆に捕まってしまう。サラサ達は縛り首にしようとするが、龍也のおかげで客人として里に招かれた事でシマオオカミに心酔し以後龍也の妹分になる。

### ナガス族
チミカ・シャクドー
空軍中尉
セリカスタンで最高の腕を持つパイロット。夜間空爆を目視と勘でこなすほどの腕だが、ナンパの腕は悪く女の子に声をかけては振られてばかりいる。
カルケン・モリカ
空軍軍曹(整備兵)
丸っこい体型の航空整備士。口が軽くていつも無駄口をたたいたり、いい加減な事を言ってはシャクドー中尉に叩かれたり首を絞められたりしている芸人体質。いつも一緒にいるシャクドー中尉と漫才のようなやり取りをしている。
ウルカン
無線通信部隊技術将校→政府宣伝省広報部
ラジオ放送に熱意を燃やす軍人。周囲からは変わり者と思われていたが反政府連合軍が海賊放送をする事になって一躍大抜擢される。

## 用語
姫巫女
代々キンリの里の巫女達をまとめる役の者。
リネト衆
巫女の護り役。キンリ族の各氏族から屈強な男達を集めている。一人前の男である証として、自分でしとめた狼の毛皮で作った帽子をかぶっている。忍者のように隠密活動や攪乱行動が得意。
シマオオカミ
龍也の事。池袋で買ってきたラクーンハットを見てリネト衆達が、「龍也は狼を退治したことがある勇者」と勘違いしてそう呼ばれることになった。

## 地名
キンリの里
北部山岳地帯にある大きな谷にはさまれた街。キンリ族の本拠地。温泉が湧き出しており、その熱源となる地熱から雪解けが早く、そのため国内で唯一農耕が可能な土地になっている。国民からは部族を越えて聖地としてあがめられている。
地下には膨大な量のレアメタルであるタングステンが埋蔵され、この物語の発端とされている。
アーディン
セリカスタンの首都。セルム族にとっても中心地になっている。
セリカスタンで唯一先進国並みの生活ができる場所とされている。

## 既刊一覧
- 鷹見一幸（著）・Himeaki（イラスト）、メディアワークス〈電撃文庫〉、全5巻
  - 『小さな国の救世主 なりゆき軍師の巻』、2006年1月10日発売[1]、ISBN 4-8402-3276-8
  - 『小さな国の救世主2 おざなり将軍の巻』、2006年7月10日発売[2]、ISBN 4-8402-3433-7
  - 『小さな国の救世主3 いまどき英雄の巻』、2006年11月10日発売[3]、ISBN 4-8402-3606-2
  - 『小さな国の救世主4 シャカリキ勇者の巻』、2007年3月10日発売[4]、ISBN 978-4840237628
  - 『小さな国の救世主5 オツカレ賢者の巻』、2007年8月10日発売[5]、ISBN 978-4840239189